# At the Arena ov Aion – Live Apostasy
At the Arena ov Aion – Live Apostasy es el primer álbum en vivo de la banda polaca de Blackened Death Metal Behemoth.
Publicado a finales del mes de octubre de 2008 bajo licencia de la compañía discográfica Regain Records.

## Lista de canciones
1. "Rome 64 e.v."
2. "Slaying the Prophets ov Isa"
3. "Antichristian Phenomenon"
4. "Demigod"
5. "From the Pagan Vastlands"
6. "Conquer All"
7. "Prometherion"
8. "Drum Solo"
9. "Slaves Shall Serve"
10. "As Above So Below"
11. "At the Left Hand ov God"
12. "Summoning ov the Ancient Gods"
13. "Christgrinding Avenue"
14. "Christians to the Lions"
15. "Sculpting the Throne ov Seth"
16. "Decade of Therion"
17. "Chant for Ezkaton 2000 e.v."
18. "I Got Erection" (Turbonegro cover)
19. "Pure Evil & Hate"

## Miembros
- Adam "Nergal" Darski - Voz, Guitarra
- Tomasz "Orion" Wróblewski - Bajo
- Zbigniew Robert "Inferno" Promiński - Batería
- Patryk Dominik "Seth" Sztyber - Guitarra

- Datos: Q2550282